# Evangelische Kirche (Greifenstein-Allendorf)

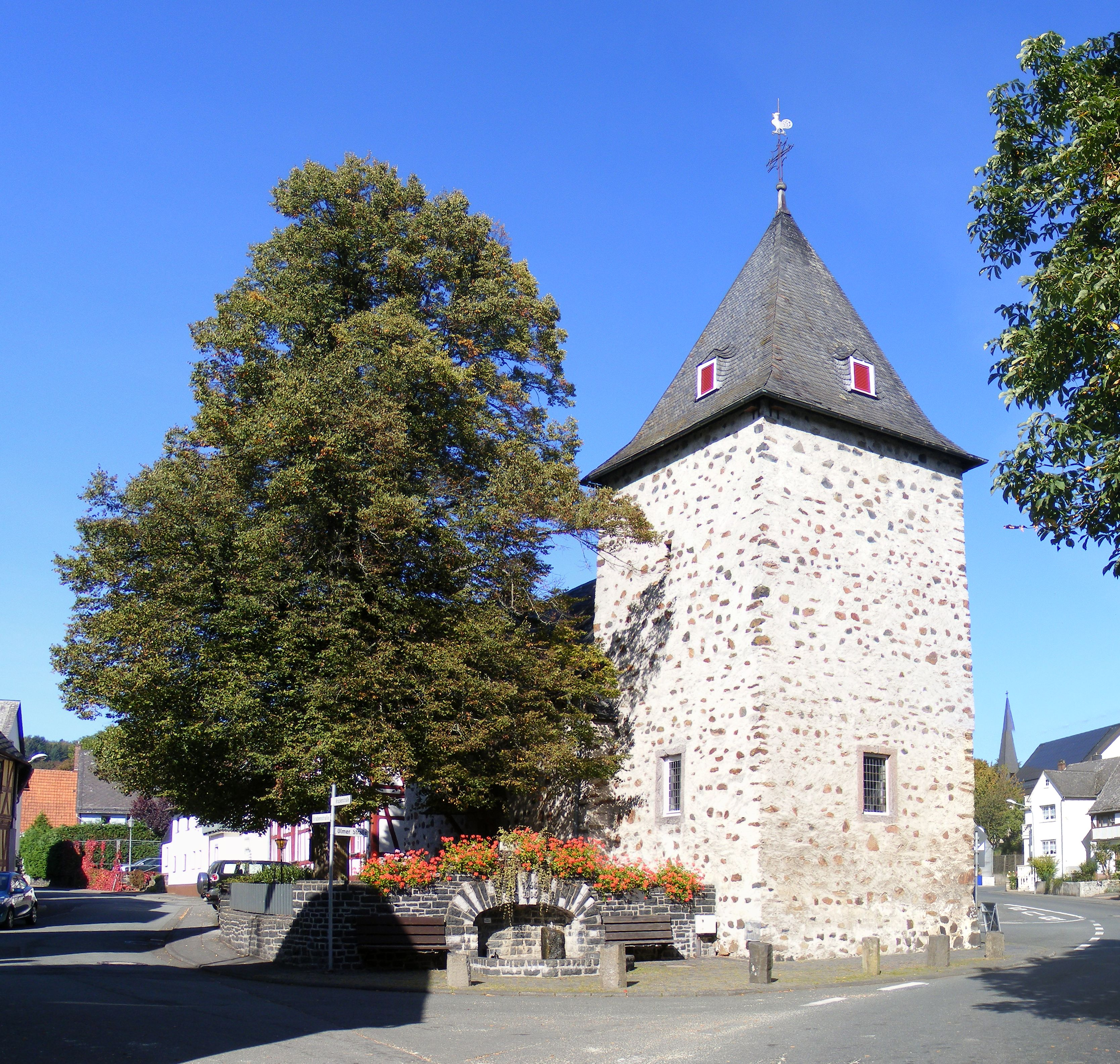
Kapelle in Allendorf

Die Evangelische Kirche in Allendorf in der Gemeinde Greifenstein im Lahn-Dill-Kreis (Hessen) ist eine spätromanische Chorturmkirche. Die denkmalgeschützte Kapelle prägt das Ortsbild und ist aufgrund ihrer geschichtlichen und städtebaulichen Bedeutung hessisches Kulturdenkmal.

## Geschichte
Allendorf war im ausgehenden Mittelalter ein Filial von Ulm im Archipresbyterat Wetzlar im Archidiakonat St. Lubentius Dietkirchen im Bistum Trier. Ulm war der Sendort für Allendorf, Heisterberg und Holzhausen. Für Allendorf und Holzhausen werden im 15. Jahrhundert Kapellen erwähnt. Der spätromanische Stil in Allendorf weist auf eine frühere Bauzeit der Kirche. Hier wurde wohl zunächst ein solitärer Turm ohne Kirchenschiff errichtet, der als Taufkapelle diente. Das Patronat ging 1436 mit Graf Bernhard II. von Solms-Braunfels von Solms-Greifenstein an Solms-Braunfels über.
Die Reformation wurde vermutlich um 1549 unter Pfarrer Johannes Scholer im Ulmer Kirchspiel eingeführt. Unter Graf Konrad von Solms-Braunfels wechselte die Kirchengemeinde 1582 zum reformierten Bekenntnis. Im Dreißigjährigen Krieg wurden 1626 die evangelischen Pfarrer des Solmser Landes von spanischen Soldaten vertrieben und es gab für einige Jahre den Versuch einer Rekatholisierung, der jedoch ohne Erfolg blieb. Unter den Schweden wurde der alte Zustand 1631 wiederhergestellt. Nach Jahren des moralischen Verfalls fanden ab 1643 wieder in regelmäßigen Abständen Visitationen statt. Vermutlich im Jahr 1679 wurde das Langhaus an den mittelalterlichen Turm angebaut.
Das romanische Kirchenschiff wurde um 1700 renoviert. 1751 folgten eine Turmsanierung und eine Ausmalung des Kirchenschiffs. 1890 erwarb die Gemeinde eine gebrauchte Orgel aus Idstein. Aufgrund einer behördlich angeordneten Steuerumlage traten 1878 rund 90 Familien in Allendorf und Ulm aus der evangelischen Kirche aus. In der Folgezeit kam es zum Wiedereintritt etlicher Familien, während andere 1880 eine freie lutherische Gemeinde gründeten und 1881 eine eigene Kirche einweihten, die heute zur SELK gehört. Die Gemeinde schaffte 1955 drei neue Glocken an. im November 1958 begann eine Kirchenrenovierung, die am 24. April 1960 ihren Abschluss fand. Sie umfasste auch die Erneuerung der Orgel. Nach einem Blitzschlag im August 1974 wurde das Gebälk im Turm zum Teil erneuert.
Am 4. Oktober 1972 wurde die evangelische Kirchengemeinde Allendorf aufgehoben, ebenso die Kirchengemeinden in Ulm und Holzhausen. Die drei Gemeinden fusionierten zum 1. Januar 1973 zur evangelischen Kirchengemeinde Ulmtal. Die neu gegründete Kirchengemeinde gehörte in der Evangelischen Kirche im Rheinland zum Kirchenkreis Braunfels, der zum 1. Januar 2019 in den Evangelischen Kirchenkreis an Lahn und Dill aufging.

## Architektur

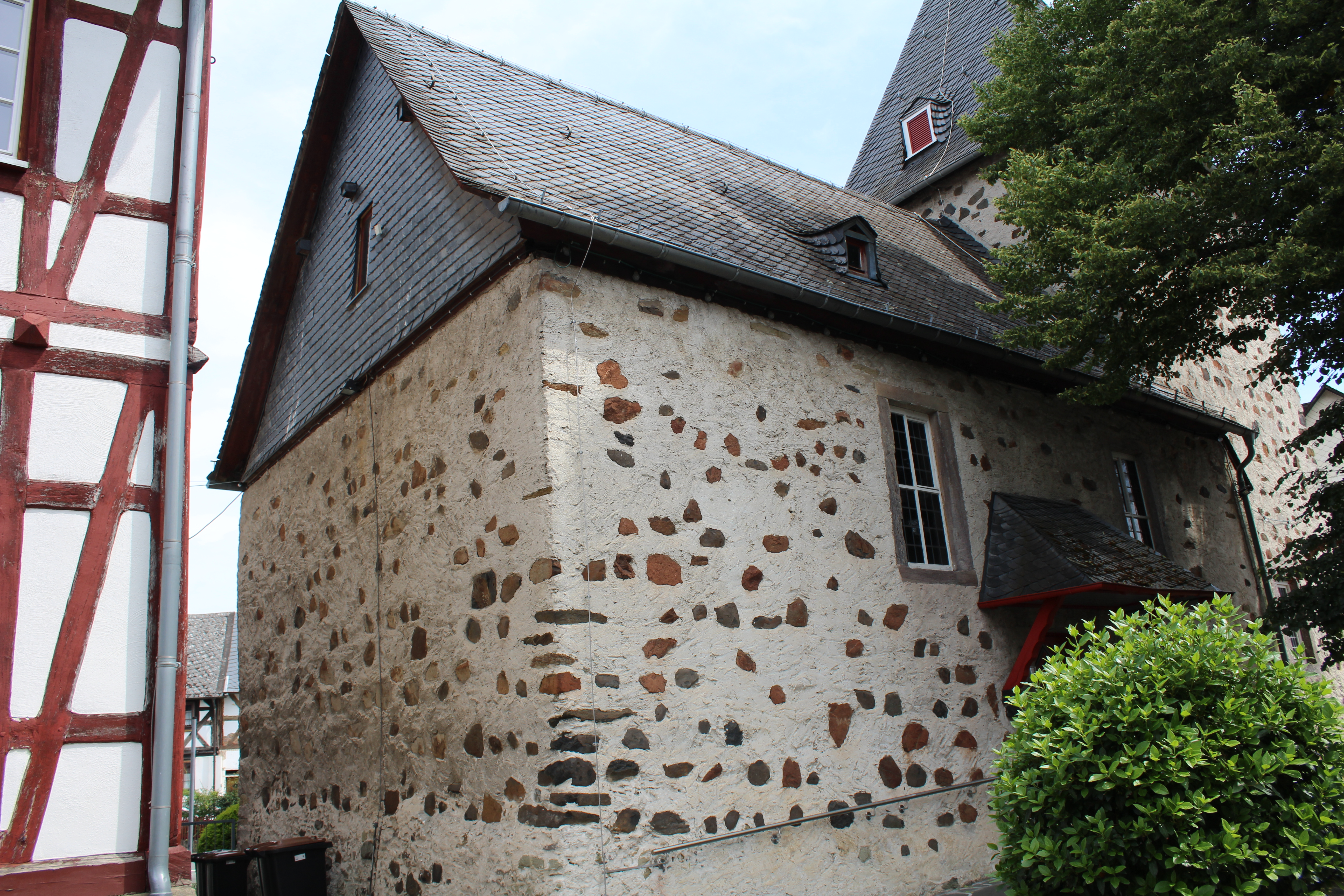
Ansicht von Südwesten

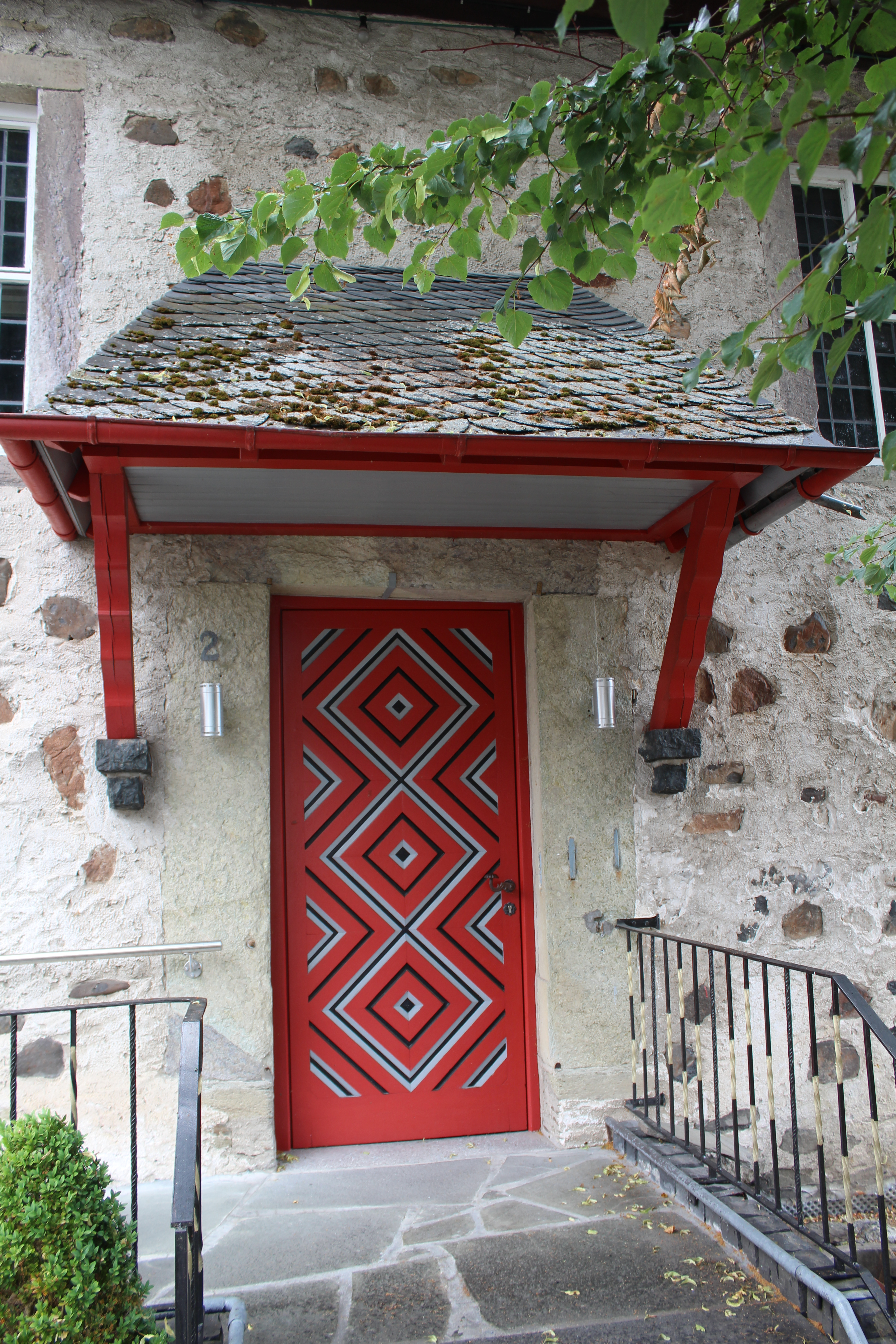
Südportal

Die nicht exakt geostete, sondern entsprechend dem Straßenverlauf nach Ost-Südost ausgerichtete Kirche im Ortszentrum wird an drei Seiten von Straßen umschlossen. Sie ist aus unverputztem Bruchsteinmauerwerk errichtet.
Der gedrungene Kirchturm auf quadratischem Grundriss ist ungegliedert. Die Turmhalle wird im Norden durch ein kleines Rundbogenfenster und im Osten und Süden durch je ein kleines hochrechteckiges Fenster belichtet. Weiter oben ist an der Südseite ein Schlitzfenster eingelassen. Dem verschieferten Zeltdach sind vier kleine Gauben mit viereckigen Schallöffnungen für das Geläut aufgesetzt. Das Dach wird von einem Turmknauf, einem verzierten Kreuz und einem Wetterhahn bekrönt. Im Inneren ruht das kuppelförmige Kreuzgratgewölbe auf Kegelkonsolen.
Das Kirchenschiff auf rechteckigem Grundriss hat ein verschiefertes Satteldach, das an jeder Seite mit einer kleinen Gaube bestückt ist. Das Schiff wird an der Südseite durch zwei viereckige und an der Nordseite durch ein viereckiges Fenster in schlichtem Gewände aus rotem Sandstein belichtet. Die Westseite ist fensterlos. Ein hochrechteckiges Südportal erschließt die Kirche unter einem Pultdach, das von zwei Holzstreben auf Konsolsteinen gestützt wird.
An der Nordseite ist ein moderner Unterstand mit einem Pultdach angebaut, dessen Mauerwerk sich dem Kirchenbau harmonisch anpasst.

## Ausstattung

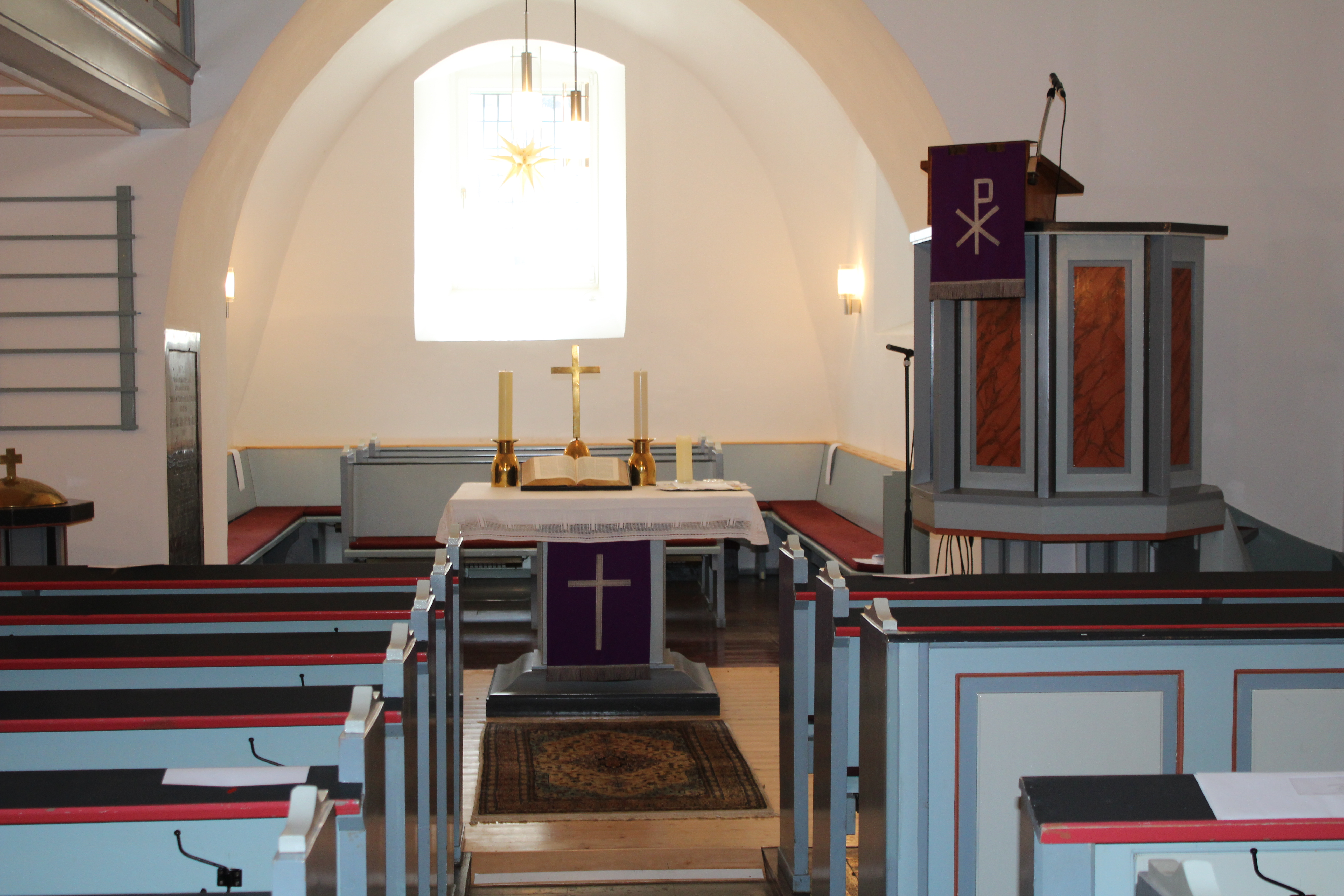
Blick Richtung Chor

Der Innenraum wird von einer Flachdecke abgeschlossen, die von einem Längsunterzug getragen wird. Ein  grob behauener, stumpfer Spitzbogen öffnet den niedrigeren Chor zum Schiff. Oberhalb des Portals wurde eine Wandmalerei freigelegt, die ein gelbes Strahlenkreuz auf blauem Hintergrund zeigt. Im Nordwesten ist eine Winkelempore eingebaut. Die Westempore dient als Aufstellungsort für die Orgel. Die Brüstung hat schlichte querrechteckige Füllungen, die unterhalb der Orgel marmoriert bemalt sind.
Die polygonale hölzerne Kanzel in grauer Fassung ist vor dem südlichen Bereich des Chorbogens aufgestellt. Der Kanzelkorb ruht auf einem Gestell aus vier Pfosten und hat an den Kanzelfeldern schlichte hochrechteckige Füllungen, die orange-marmoriert bemalt sind. Der hölzerne Altartisch unter dem Chorbogen ruht auf einem geschwungenen Fuß. An der Nordseite des Chorbogens ist ein Epitaph aus schwarzem Lahnmarmor in die Wand eingelassen, das an die beiden 1624 an den Blattern früh verstorbenen Töchter von Johann Christoph Metzger und Anna Agnesen Cordes erinnert.
Im Schiff lässt das hölzerne Kirchengestühl einen Mittelgang frei. An den drei Wänden der Turmhalle ist eine umlaufende Sitzbank eingebaut, in der Mitte sind drei kleine Bänke aufgestellt.

## Orgel

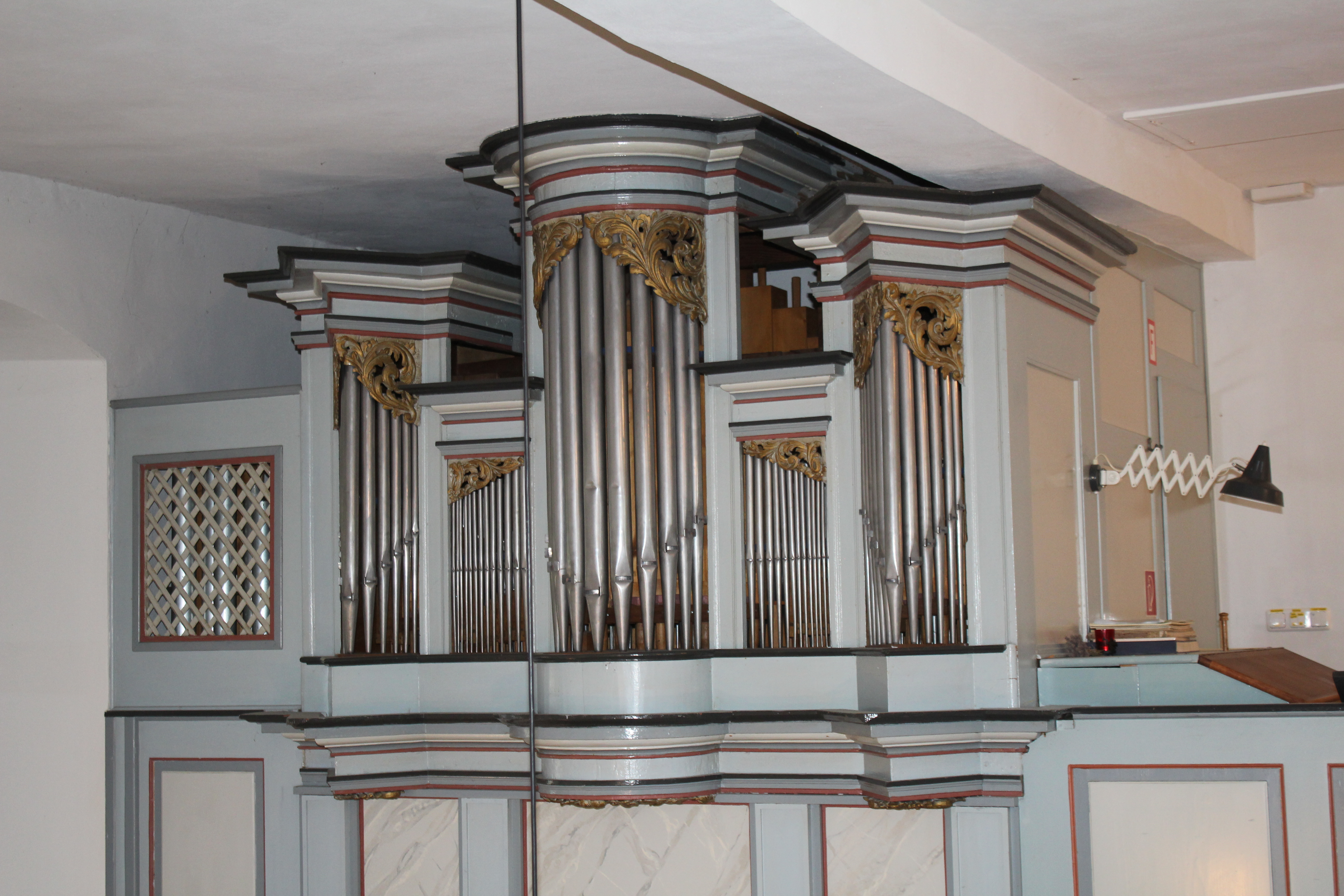
Orgelgehäuse um 1700

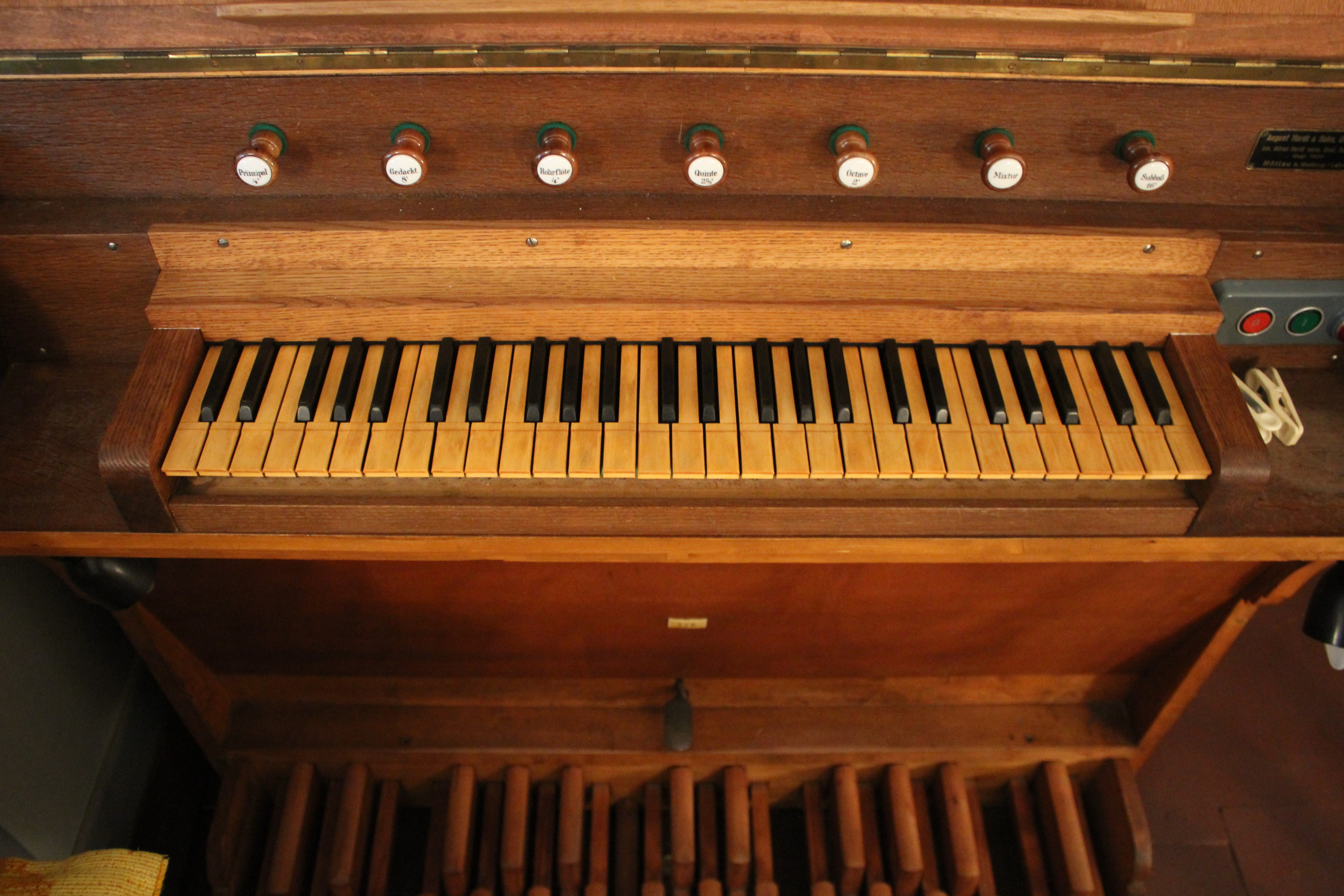
Spieltisch der Orgel

Der Orgelprospekt aus der Zeit um 1700 stammt von einem unbekannten Orgelbauer. Der überhöhte runde Mittelturm wird von zwei niedrigen Flachfeldern flankiert, denen sich außen zwei mittelgroße Spitztürme anschließen. Die drei Türme haben reich profilierte Kranzgesimse. 1822 wurde ein Pedal ergänzt und das Krummhorn 8′ durch eine Harmonika ersetzt. 1836 verfügte das Instrument über neun Register. 1890 wurde eine Orgel aus der katholischen Kapelle von Schloss Idstein erworben. Orgelbauer Weller aus Weilmünster renovierte sie im Zuge der Überführung. 1959/1960 wurde das Pfeifeninnenwerk durch Orgelbau Hardt erneuert. Die Orgel verfügt heute über sieben Register auf einem Manual und Pedal.
| I Manual C–e3 |       |
| Gedackt       | 8′    |
| Prinzipal     | 4′    |
| Rohrflöte     | 4′    |
| Quinte        | 2 ⁄3′ |
| Octave        | 2′    |
| Mixtur III    | 1 ⁄3′ |

| Pedal C–d1 |     |
| Subbass    | 16′ |

- Koppeln: I/P

## Geläut
Die Glockenstube beherbergt ein Vierergeläut. Die älteste Glocke goss Johann Hofmann aus Frankfurt im Jahr 1617 mit 0,90 Meter Durchmesser. Sie trägt die Inschrift: „JOHANN HOFMANN IN FRANKFURT GOSS MICH ANNO MDCXVII“. Rincker goss 1955 drei weitere Glocken. Sie haben Bibelverse als Inschriften: „UND SIEHE ICH BIN BEI EUCH ALLE TAGE BIS AN DER WELT ENDE“ (Mt 28,20 ), „SEID FRÖHLICH IN HOFFNUNG, GEDULDIG IN TRÜBSAL, HALTET AN AM GEBET“ (Röm 12,12 ) und „LASSET DIE KINDLEIN ZU MIR KOMMEN UND WEHRET IHNEN NICHT“ (Mk 10,14 ).